# Michael Feldman
Michael Feldman (* 21. Januar 1926 in Tel Aviv; † 25. März 2005) war ein israelischer Molekularbiologe, Entwicklungsbiologe und  Immunologe und Professor am Weizmann-Institut.
Feldman studierte Biologie an der Hebräischen Universität in Jerusalem, an der er  promoviert wurde. 1953 bis 1955 war er British Council Scholar am Institute of Animal Genetics der Universität Edinburgh. Am Weizmann-Institut, an dem er seit 1955 war, stand er seit 1961 der Abteilung Zellbiologie vor. Er war 1966 bis 1972 Dekan der Feinberg Graduate School und 1983 bis 1985 der Biologiefakultät.
Er war Gastwissenschaftler in Berkeley (1960/61) und am National Cancer Institute (1961) und Gastprofessor in Stanford (1976/77). 1978/79 war er Scholar in Residence am John F. Fogarty Institute Center der National Institutes of Health.
Er befasste sich mit Krebsforschung und speziell Kontrolle der Metastasenbildung, zellulärer Immunologie und Entwicklungsbiologie.
Er war seit 1977 Mitglied der Israel Academy of Sciences and Humanities und erhielt 1984 den Léopold-Griffuel-Preis.
Außerdem galt er als Kunstexperte.